# نبات الدندروبيوم
الدندروبيوم نبات هوائي من الفصيلة السحلبية يقع موطنه في شمال كوينزلاند في أستراليا ويعد الدندروبيوم نبات ذو بصل كاذب أي عضو حافظ للطاقة يوجد في جذع متضخم حيث تنمو الأوراق منه، ولون أوراق الدندروبيوم يتراوح بين البني والأخضر الداكن وتوجد ثلاث ورقات على نهاية النبات، وثمان زهور بيضاء عَطِرَه ذات كؤوس (سبلات) وبتلات رقيقة ومتفرقة، وينمو الدندروبيوم في الغابات المفتوحة في حديقة يونجلا الوطنية.

## الوصف
الدندروبيوم هي عشبة هوائية وغالباً تكوّن كتل صغيرة ولون بصلها الكاذب - أي الجذع المتضخم - هو بني اخضر داكن ويبلغ طولها 20-100 مليمتر (1-4 بوصات) وعرضها 4-8 مليمتر (0,2 - 0,3 بوصات) وهناك ثلاث أوراق إهليجية بيضاوية سميكة ويبلغ طولها 30-50 مليمتر (1,2-2,0 بوصات) وعرضها 15-25 مليمتر (0,59-0,98 بوصات) وتوجد في نهاية البصل الكاذب ذو الجذع المتضخم ويحمل جذع مزهر الذي يبلغ طوله 30-50 مليمتر (1-2 بوصات) من ثلاث إلى ثمان زهور بيضاء يبلغ طولها 30-45 مليمتر (1,2-1,8 بوصات) وعرضها 20-30 مليمتر (0,79-1,2 بوصات) أما بالنسبة للسبلات فهي ذات شكل مستطيل ضيق يبلغ طولها 5-22 مليمتر (0,59-0,87 بوصات) وعرضها 3 مليمتر (0,1 بوصات) تقريباً ومستدقة الحد وأما البتلات فهي خطّية الشكل ويبلغ طولها 17-25 مليمتر (0,67-0,98 بوصات) وعرضها 1 مليمتر (0,04 بوصات) تقريباً حيث يبلغ طول الشفيّة 5-6 مليمتر (0,20-0,24 بوصات) وعرضها 6-7 مليمتر (0,24-0,28 بوصات) وهي منحنية بشكل شبه دائري بثلاثة فصوص، إذ تنحني الفصوص الجانبية نحو العمود وهي ذات اللون الأرجواني، والفص المتوسط ذو شكل بيضاوي بثلاث حافات ذات اللون الأخضر مائل إلى الصفرة بالإضافة إلى الخط الناصف لها.

## التصنيف والتسمية
وصف ديفيد جونز ومارك كليمنتس هذا النبات السحلبي لأول مرة ورسمياً في عام 2006 من عينة جُمِعت من غابة كوكيز كريك ستيت وأزهرت لاحقاً في حدائق بوتانيك الوطنية الأسترالية، وسُمي هذا النبات تروبيليس ونُشِر الوصف في بحث السحلبية الأسترالي، وغيّر جوليان شو الاسم إلى الدندروبيوم في عام 2014، ويشير هذا اللقب المحدد إلى توزيع الأنواع المنتهية بـ ensis في اللغة اللاتينية حيث أنها تعني «لـ» أو «في».

## التوزيع والموطن
ينمو الدندروبيوم على أشجار وغالباً على الأوكالبتوس في منحدرات في مجاري داخل غابة مفتوحة قريبة من غابة مطيرة حيث تبدو أنها مقيدة داخل نطاقات في غرب ماكي.